# Darkside-serien
Darkside är en mörk fantasy-serie för ungdomar av den brittiske författaren Tom Becker. Serien är betecknad ha en deckare-noir stil på sina handlingar samtidigt som den inbegriper strider, svart-magi, karaktärsdrama och skräckinslag.
Även om delar av serien ibland utspelar sig i kända och okända delar av London så utspelar den sig främst i en hemlig del av staden kallad Darkside. Darkside grundades i hemlighet av Jack Uppskäraren och hans ättlingar har styrt staden sedan dess (en tradition kallad blodsuccessionen kräver att den härskande Uppskärarens ättlingar ska leva i hemlighet i staden för att sedan när han dör ska de träda fram och slåss till döden om dennes tron i Lightside (London)). Darkside är ökänt och okänt för av att den bebos av många (onda) övernaturliga väsen så som vampyrer, varulvar, golmens och många andra. Darkside har många hemliga ingångar omkring i London som nästan bara kan korsas av de med halv Darkside-bakgrund. Staden eller stadsdelens kultur och teknologi befinner sig på 1800-tals nivå.

## Priser
Första boken i serien, Darkside, vann Waterstone's Children's Book Prize 2007. Samma bok vann Manchester Book Award 2008.

## Böcker i serien
- Darkside (2007)
- Blodsarv (2007)
- Skräckhuset (2008)
- Dödsstriden (2009)
- Nattjakt (2010)